# El Terrero, Puebla
El Terrero är en ort i Mexiko.   Den ligger i kommunen Pantepec och delstaten Puebla, i den sydöstra delen av landet, 180 km nordost om huvudstaden Mexico City. El Terrero ligger 215 meter över havet och antalet invånare är 399.
Terrängen runt El Terrero är kuperad åt sydväst, men åt nordost är den platt. Runt El Terrero är det ganska tätbefolkat, med 52 invånare per kvadratkilometer. Närmaste större samhälle är Pisaflores, 8,3 km nordväst om El Terrero. Omgivningarna runt El Terrero är en mosaik av jordbruksmark och naturlig växtlighet.